# Dekélia
Dhekelia és una àrea d'Akrotiri i Dhekelia, un territori britànic d'ultramar a l'illa de Xipre, administrat com a Base sota Sobirania. Està situada a la zona oriental de la Base de Sobirania, una de les dues àrees que formen part del territori. És la més gran de les bases del Regne Unit a l'illa, i també és la ubicació d'Alexander Barracks, que és la caserna del 2n Batalló, el Regiment Reial Princesa de Gal·les. A la tardor de 2017, el 2n Batalló Regiment Royal Anglian es va desplegar a Dhekelia en substitució del 2n Batalló Regiment Reial Princesa de Gal·les.
Forma part de les Forces Britàniques a Xipre.